# Ottavio I Thiene
Ottavio Thiene (... – Ferrara, 1574) fu conte di Scandiano dal 1565 fino alla sua morte. Era il marito di Laura Boiardo, primogenita del conte Giulio Boiardo.

## Biografia
Nel 1565, a cinque anni dalla morte dell'ultimo feudatario, il conte Ippolito Boiardo, senza eredi, il duca Alfonso II d'Este concesse il feudo della Contea di Scandiano, fino a quel momento governato dalla Camera Ducale Estense ad Ottavio Thiene, della Nobile Famiglia vicentina dei Thiene.
Ottavio Thiene era il marito di Laura Boiardo, primogenita del conte Giulio Boiardo; con questa investitura si dava continuità, per linea femminile, all’ormai estinto Casato dei Boiardo.
Nel 1566 Ottavio Thiene aveva seguito il duca di Ferrara, inquadrato nelle truppe dell'Impero asburgico, nell'Assedio di Szigetvár contro Solimano il Magnifico; ritornato dalla spedizione, venne  solennemente infeudato della Contea di Scandiano.
Ottavio fece rimettere in piedi il Castello di Casalgrande, distrutto nell’espugnazione del 1557.
Morì nel 1574 a Ferrara; venne sepolto per suo volere a Scandiano.
A succedergli nel governo del feudo di Scandiano fu il figlio Giulio Thiene.

## Discendenza
Dal matrimonio con Laura Boiardo nacquero:
- Giulio, primo Marchese di Scandiano
- Silvia
- Isabella
- Camilla